# メジット島
座標: 北緯10度17分4秒 東経170度52分13秒 / 北緯10.28444度 東経170.87028度

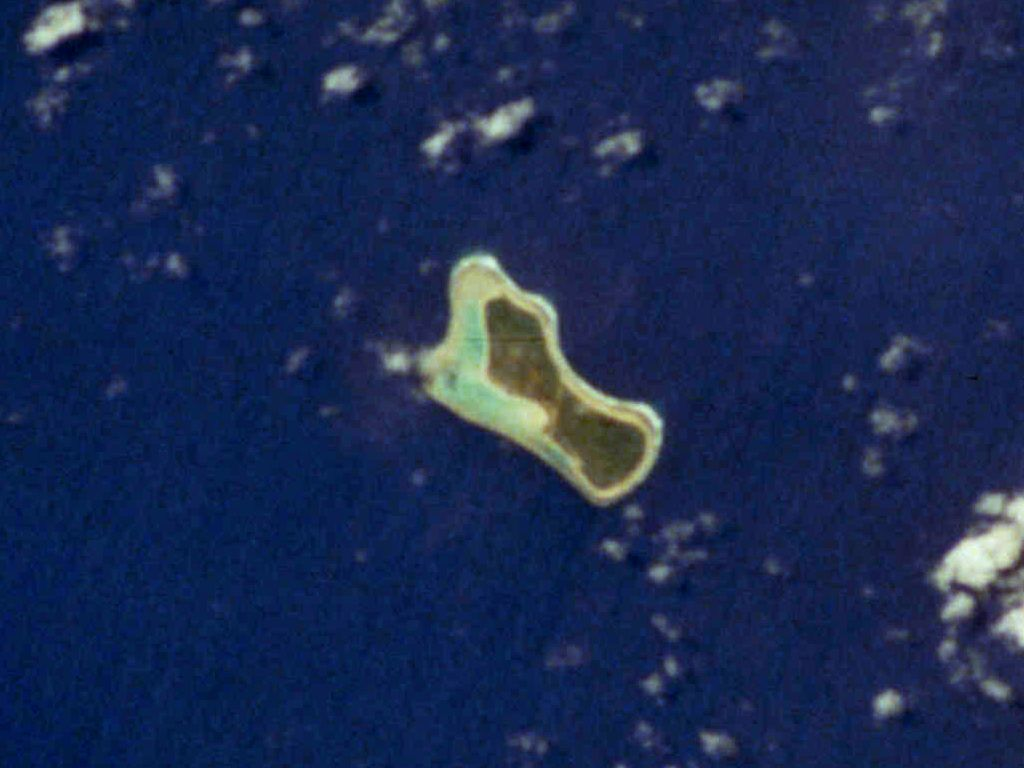
メジット島

メジット島は、幾つかの(環礁と言うよりは)小島から成り、マーシャル諸島のラタック列島に属している。島にはパンダナスやパンノキ、サトイモが生い茂り、島の出身者には”楽園”として知られている。またマーシャル諸島の島には珍しく、水が素晴らしく澄んでいる湖があり、沢山のアヒルが住み着いている。また島の特産品として、パンダナスの葉で造った敷物も有名である。
なお島の人口は、およそ300人である。